# Nyctiophylax occidentalis
Nyctiophylax occidentalis är en nattsländeart som beskrevs av Georg Ulmer 1904. Nyctiophylax occidentalis ingår i släktet Nyctiophylax och familjen fångstnätnattsländor. Inga underarter finns listade i Catalogue of Life.